# Vela nos Jogos Asiáticos de 2022
A vela nos Jogos Asiáticos de 2022 foi realizada no Centro de Vela Xiangshan, na cidade de Liampó, na China, entre os dias 21 e 27 de setembro de 2023.

## Cronograma
| ● | Rodada | ● | Rodada com medalha |

| Evento ↓ / Data → | 21 Qui | 22 Sex | 23 Sáb | 24 Dom | 25 Seg | 26 Ter | 27 Qua |
| ----------------- | ------ | ------ | ------ | ------ | ------ | ------ | ------ |
| iQFoil Masculino  | ●●●●   | ●●●●   | ●●●●   | ●●     |        | ●●●●   |        |
| Kite Masculino    | ●●●●   | ●●●●   | ●●●●   | ●●     | ●●     |        |        |
| ILKA7 Masculino   | ●●     | ●●     | ●●●    |        | ●●     | ●●     |        |
| 49er Masculino    | ●●●    | ●●●    | ●●     | ●●     | ●●     | ●●     |        |
| RS:X Masculino    | ●●●    | ●●●    | ●●     | ●●     | ●●     | ●●     |        |
| ILKA6 Feminino    | ●●     | ●●     | ●●●    |        | ●●     | ●●     |        |
| 49erFX Feminino   | ●●●    | ●●●    | ●●     | ●●     | ●●     | ●●     |        |
| Nacra 17 Misto    | ●●●    | ●●●    | ●●     | ●●     | ●●     | ●●     |        |
| 470 Misto         | ●●     | ●●     | ●●     | ●●     | ●●     | ●●     |        |

Nenhuma disputa por medalha foi concluída em 27 de setembro, pois as condições de vento na área do percurso não atendiam aos requisitos da regata.

## Medalhistas

### Masculino
| Event                   | Ouro                               | Prata                                                                   | Bronze                                                    |
| ----------------------- | ---------------------------------- | ----------------------------------------------------------------------- | --------------------------------------------------------- |
| Windsurf - iQFoil       | Bi Kun CHN China                   | Lee Tae-hoon KOR Coreia do Sul                                          | Cheng Ching Yin HKG Hong Kong                             |
| Kite - IKA Formula Kite | Maximilian Maeder SGP Singapura    | Zhang Haoran CHN China                                                  | Joseph Jonathan Weston THA Tailândia                      |
| Dingue - ILCA7          | Ryan Lo SGP Singapura              | Ha Jee-min KOR Coreia do Sul                                            | Vishnu Saravanan IND Índia                                |
| Skiff - 49er            | CHN China Liu Tian Wen Zaiding     | OMN Omã Musab Mohammed Sulaiyam Al-Hadi Waleed Issa Al-Habashi Al-Kendi | HKG Hong Kong Akira Luke Sakai Russell Williams Aylsworth |
| Windsurf - RS:X         | Cho Won-woo KOR Coreia do Sul      | Natthaphong Phonoppharat THA Tailândia                                  | Eabad Ali IND Índia                                       |
| Dingue - ILCA4          | M.L. Weka Bhanubandh THA Tailândia | Isaac Goh SGP Singapura                                                 | Muhammad Asnawi Iqbal MAS Malásia                         |

### Feminino
| Event                     | Ouro                                 | Prata                                  | Bronze                                 |
| ------------------------- | ------------------------------------ | -------------------------------------- | -------------------------------------- |
| Windsurf - iQFoil         | Huang Xianting CHN China             | Ma Kwan Ching HKG Hong Kong            | Aticha Homraruen THA Tailândia         |
| Kite - IKA Formula Kite   | Chen Jingyue CHN China               | Benyapa Jantawan THA Tailândia         | Lee Young-eun KOR Coreia do Sul        |
| Dingue Individual - ILCA6 | Nur Shazrin Mohd Latif MAS Malásia   | Stephanie Louise Norton HKG Hong Kong  | Chan Jing Hua Victoria SGP Singapura   |
| Skiff - 49erFX            | CHN China Shan Mengyuan Hu Xiaoyu    | JPN Japão Tanaka Misaki Nagamatsu Sera | SGP Singapura Kimberly Lim Cecilia Low |
| Windsurf - RS:X           | Siripon Kaewduang-ngam THA Tailândia | Ngai Wai Yan HKG Hong Kong             | Tengku Nuraini MAS Malásia             |
| Dingue - ILCA4            | Noppassorn Khunboonjan THA Tailândia | Neha Thakur IND Índia                  | Keira Marie Carlyle SGP Singapura      |

### Misto
| Event                 | Ouro                                | Prata                               | Bronze                                         |
| --------------------- | ----------------------------------- | ----------------------------------- | ---------------------------------------------- |
| Multicasco - Nacra 17 | CHN China Zhao Huancheng Wang Saibo | SGP Singapura Justin Liu Denise Lim | JPN Japão Iitsuka Shibuki Nishida Capigla Oura |
| Dingue - 470          | JPN Japão Keiju Okada Miho Yoshioka | CHN China Wang Jingsha Dong Wenju   | KOR Coreia do Sul Kim Jia Cho Sungmin          |

## Nações participantes
Um total de 129 atletas de 17 nações competiram na vela nos Jogos Asiáticos de 2022:
- BRN Bahrein (2)
- CAM Camboja (3)
- CHN China (14)
- TPE Taipé Chinês (1)
- HKG Hong Kong (13)
- IND Índia (16)
- JPN Japão (12)
- MAS Malásia (7)
- OMA Omã (4)
- PAK Paquistão (5)
- PHI Filipinas (1)
- QAT Catar (2)
- SGP Singapura (13)
- KOR Coreia do Sul (12)
- SRI Sri Lanka (2)
- THA Tailândia (18)
- UAE Emirados Árabes Unidos (4)

## Tabela de medalhas
| Pos.               | País               | Ouro | Prata | Bronze | Total |
| ------------------ | ------------------ | ---- | ----- | ------ | ----- |
| 1                  | CHN China          | 6    | 2     | 0      | 8     |
| 2                  | THA Tailândia      | 3    | 2     | 2      | 7     |
| 3                  | SGP Singapura      | 2    | 2     | 3      | 7     |
| 4                  | KOR Coreia do Sul  | 1    | 2     | 2      | 5     |
| 5                  | JPN Japão          | 1    | 1     | 1      | 3     |
| 6                  | MAS Malásia        | 1    | 0     | 2      | 3     |
| 7                  | HKG Hong Kong      | 0    | 3     | 2      | 5     |
| 8                  | IND Índia          | 0    | 1     | 2      | 3     |
| 9                  | OMN Omã            | 0    | 1     | 0      | 1     |
| Total (9 entradas) | Total (9 entradas) | 14   | 14    | 14     | 42    |